# 有馬晴姫

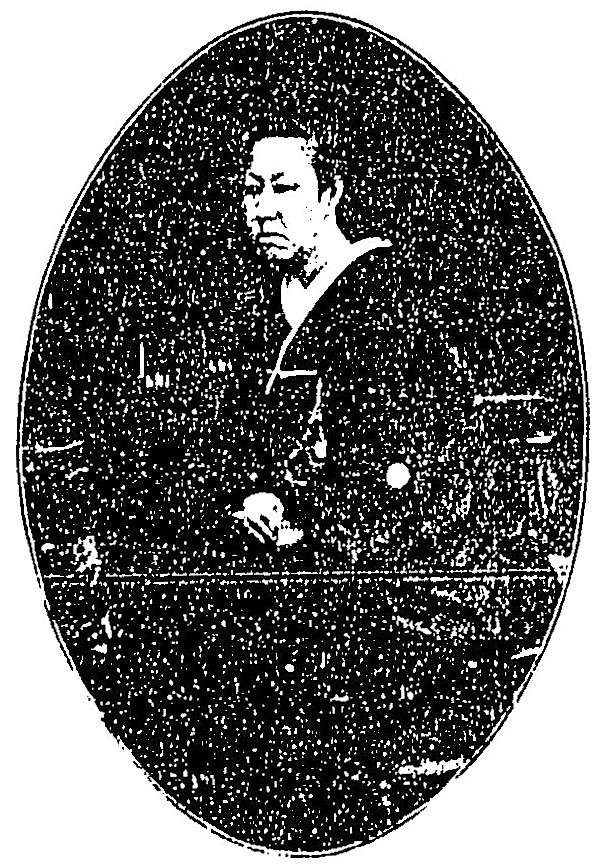
晴姫

有馬 晴姫（ありま はるひめ、1820年（文政3年） - 1903年（明治36年）12月7日）は、久留米藩第10代藩主・有馬頼永の正室。院号は晴雲院。

## 生涯
薩摩藩主島津斉宣の十二女として江戸高輪の島津邸で生まれる。母親は島津久尹の養女某。天保8年(1837年)に兄である島津斉興の養女になり、18歳で久留米藩の世子だった頼永に嫁いだ。藩主となった頼永は藩政改革の手始めとして、同年に江戸の3藩邸に大検令を発布した。それに伴い晴姫は着用していた絹服から綿服をまとい、金銀の装身具をやめて真鍮や竹木製のものを身に付けるなど、質素倹約の範を垂れた。
頼永は弘化2年（1845年）に晴姫を江戸に残し、藩主として初めて入封して藩政改革に尽くすが、再び晴姫と会うことはなく、翌弘化3年7月3日（1846年8月24日）に26歳で死去した。頼永の訃報に接した晴姫は、晴雲院と号して法華経を一字一石に写し、さらに仏像数体を彫刻して、これらの全てを江戸祥雲寺の頼永の遺髪塔側に埋め、ひたすら冥福を祈った。晴姫は頼永が亡くなって18年後の文久3年（1863年）2月に、44歳で初めて久留米に入った。それから9年間、市の上別邸で暮らし、梅林寺の頼永の墓前で心ゆくまで冥福を祈るのを喜びとした。
その後、東京の赤羽邸、1871年(明治4年)に赤坂牛鳴坂(弾正屋敷)、1872年(明治5年)に日本橋蛎殻町、1876年(明治9年)に浅草区橋場町と本邸の移転に伴い転居を重ねた。
和歌、琴、茶道、生花、押絵、絵画など諸芸に秀で、絵画は特に花卉類を得意として描いた。
また和歌は本所区林町に住む鶴久子に学んで、詠草が秀逸なものが120余首あり、晴姫没後の1904年(明治37年)10月に御歌所寄人の小出粲が歌を撰んだ「雲のゆくへ」と題した冊子が同年11月30日に有馬家にて発行された。
久留米に初めて入る時、和歌を交えた旅日記の紀行文を書いている。

1897年(明治30年)10月頃より病気を患い、初めは浅田宗伯、次に高松凌雲が拝診したが1903年（明治36年）12月7日に没した。享年84。墓は祥雲寺にある。夫の頼永の隣に葬られた。

## 血縁
- 父 - 島津斉宣
- 母 - 島津久尹の養女某
- 兄弟姉妹 -
  - 斉興（1791-1859）
  - 剛之進
  - 忠公（1799-1872）
  - 職之助
  - 武五郎
  - 秦之進
  - 忠剛（1806-1854）
  - 謙次郎
  - 範之進
  - 清二郎
  - 松平勝善（1817-1856）
  - 種子島久珍（1822-1854）
  - 夙之丞
  - 信八郎
  - 操姫（本多康禎正室）（1795-1834）
  - 隣姫（1797-1865）
  - 随姫（伊達兵五郎婚約のち島津忠徹正室）（1802-1876）
  - 聡姫（阿部正篤正室）（1802-1872）
  - 郁姫（近衛忠煕正室）（1807-1850）
  - 寵姫（大久保忠愨正室）（1829-1860）
  - 勝姫（松平康寿正室） （1812-1875）
- 夫 - 有馬頼永
  - 養子 - 有馬頼咸（頼永異母弟）